# 蓝喉星额蜂鸟
蓝喉星额蜂鸟（学名：[Coeligena helianthea] 错误：{{Lang}}：文本有斜体标记（帮助）），是雨燕目蜂鸟科的一种鸟类。
蓝喉星额蜂鸟体重约6.64克，翼长约71.5毫米，嘴峰长约36.1毫米，喙宽度约2.4毫米，喙厚度约2.2毫米，跗蹠长约7毫米，尾长约46.5毫米。蓝喉星额蜂鸟在其分布区内为留鸟，其栖息在密集的高大树木组成的森林中，食性为草食性，主要食物来源是植物的花蜜。

## 亚种
- [C. h. helianthea] 错误：{{Lang}}：文本有斜体标记（帮助）：分布于哥伦比亚东北部的安第斯山脉地区。
- [C. h. tamai] 错误：{{Lang}}：文本有斜体标记（帮助）：分布于委内瑞拉西部。[4]